# Aloe brevifolia
Aloe brevifolia és una espècie de planta del gènere Aloe, de la família de les asfodelàcies. És endèmica de Sud-àfrica.

## Descripció

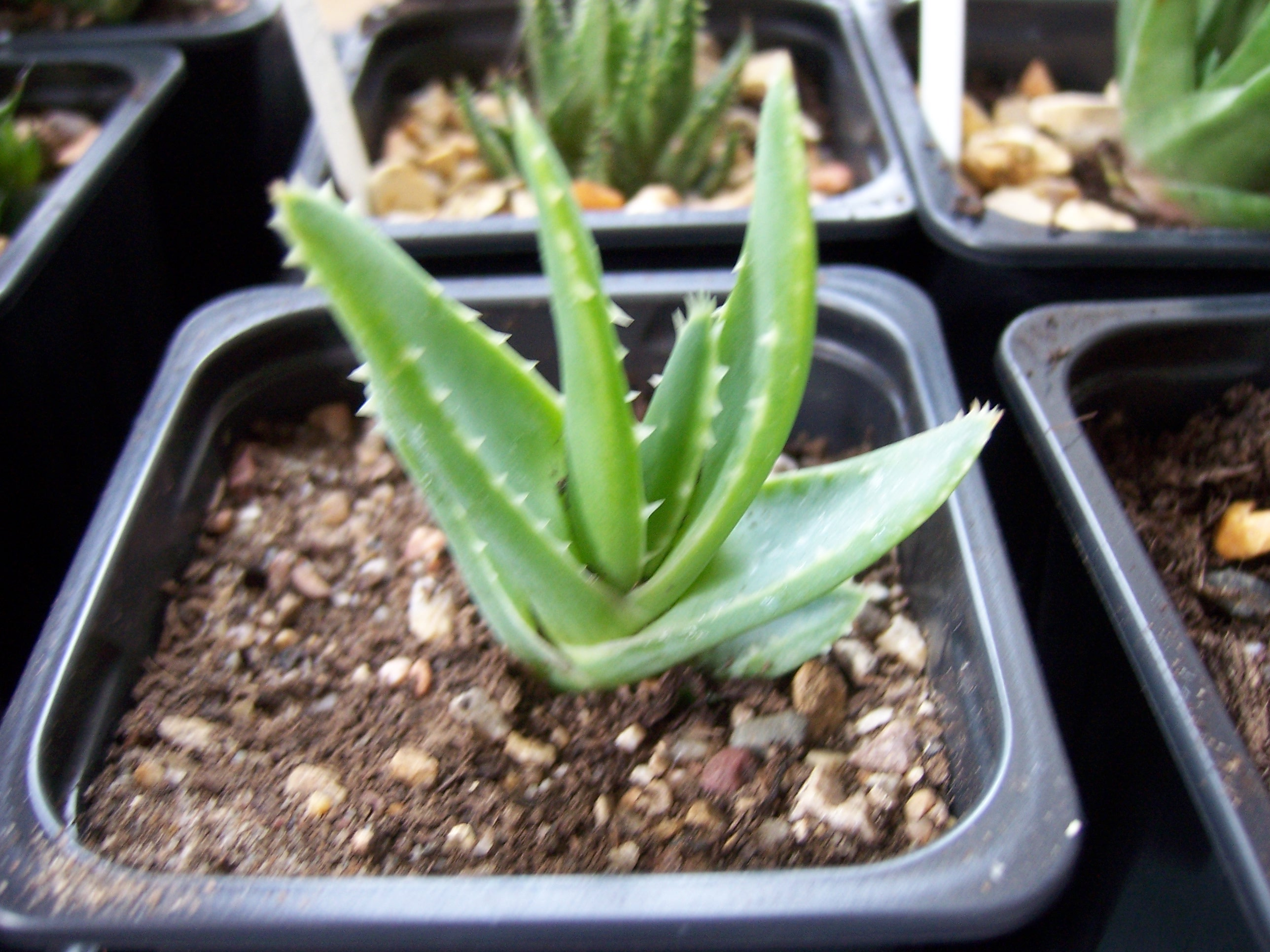
Detall de la planta

És una planta amb fulles suculentes que es troba en sòls d'argila pesant a la zona de pluges d'hivern, a la Província Occidental del Cap. Forma part de la vegetació del fynbos. Se la troba en grups densos de rosetes de petites fulles glauques i deltoides de color blau amb dents i espines distintes cartilaginoses a la superfície de la línia mitjana, el que distingeix aquesta espècie de totes les altres al sud d'Àfrica.

## Cultiu
Aloe brevifolia és cada cop més popular com a planta ornamental per a tests i jardins rocosos. Per al seu cultiu s'han de plantar en un lloc suficientment solejat, amb un sòl ben drenat. Cal només rec moderat i no ha de ser mantingut constantment humit. Cal recordar que s'adapta al clima mediterrani de la Província Occidental del Cap, amb el seu règim de pluges d'hivern. Es poden propagar fàcilment per la simple eliminació de les ventoses i la replantació de la ramificació.
Ha guanyat el Premi al Mèrit Garden de la Reial Societat d'Horticultura.

## Taxonomia
Aloe brevifolia va ser descrita per Mill. i publicada a Gard. Dict. Abr. ed. 6: 8, l'any 1771.

### Etimologia
- Aloe: nom genèric d'origen molt incert: podria ser derivat del grec άλς, άλός (als, alós), "sal" - donant άλόη, ης, ή (aloé, oés) que designava tant a la planta com al seu suc - a causa del seu gust, que recorda a l'aigua del mar.[7] D'aquí va passar al llatí ălŏē, ēs amb la mateixa acceptació, i que, en sentit figurat, significava també "amarg". S'ha proposat també un origen àrab, alloeh, que significa "la substància amarga brillant"; però és més probable un origen complex a través de l'hebreu ahal (אהל), freqüentment citat a texts bíblics.[8][9]
- brevifolia: epítet llatí que significa "amb fulles petites".[10]

#### Sinonímia
- Aloe brevifolia var. brevifolia
- Aloe brevifolia var. postgenita (Schult. & Schult.f.) Baker
- Aloe brevifolia var. postgenita Bak
- Aloe brevioribus Mill.
- Aloe perfoliata var. depressa Aiton
- Aloe postgenita Schult. & Schult.f.
- Aloe prolifera Haw.
- Aloe prolifera var. major Salm-Dyck[11]